# جان کانینگهام مک‌لنن
 جان کانینگهام مک‌لنن (انگلیسی: John Cunningham McLennan؛ زاده ۱۴ اکتبر ۱۸۶۷ درگذشته ۹ اکتبر ۱۹۳۵) یک دانشمند اهل کانادا بود.